# Туль (округ)
Туль (фр. Toul) — округ (фр. Arrondissement) во Франции, один из округов в регионе Лотарингия (регион). Департамент округа — Мёрт и Мозель. Супрефектура — Туль.
Население округа на 2006 год составляло 68 078 человек. Плотность населения составляет 60 чел./км². Площадь округа составляет всего 1143 км².

## Кантоны округа
- Коломбе-ле-Бель
- Домевр-ан-Э
- Тиокур-Реньевиль
- Туль-Нор
- Туль-Сюд